# Ronabea
Genre
Ronabea est un genre de plantes dicotylédones de la famille des Rubiaceae, originaire d'Amérique centrale et d'Amérique du Sud, qui comprend 3 espèces acceptées.

## Taxinomie

### Liste d'espèces
Selon World Checklist of Selected Plant Families (WCSP) (25 février 2022) :
- Ronabea emetica (L.f.) A.Rich. (1830)
- Ronabea isanae (J.H.Kirkbr.) C.M.Taylor (2004)
- Ronabea latifolia Aubl. (1775)